# 李能 (明朝)
李能（1432年—？），字時舉，直隸大名府內黃縣人，明朝政治人物。進士出身。

## 生平
順天府鄉試第五十三名。成化二年（1466年）丙戌科會試第三百二十名，殿試登進士第三甲第二百四十三名。

## 家族
曾祖李大成。祖父李榮。父亲李敬。